# لینا خان
لینا ام. خان (زاده ۳ مارس ۱۹۸۹) دانشور حقوقی آمریکایی و رئیس کمیسیون  فدرال تجارت است. او در زمان دانشجویی در مدرسه حقوق ییل، او به دلیل فعالیت خود در زمینه قوانین رقابت و ضد انحصار در ایالات متحده مشهور شد. او توسط رئیس‌جمهور جو بایدن در مارس ۲۰۲۱ به ریاست این کمیسیون منصوب شد و از ژوئن ۲۰۲۱ در این سمت فعالیت می‌کند. او همچنین دانشیار حقوق در مدرسیه حقوق کلمبیا است.

## اوایل زندگی
خان در ۳ مارس ۱۹۸۹ در لندن، انگلستان از پدر و مادری پاکستانی متولد شد. خان در ۱۱ سالگی با آنها به ایالات متحده نقل مکان کرد. در سال ۲۰۱۰، او از کالج ویلیامز فارغ‌التحصیل شد، در آنجا پایان‌نامه خود را در مورد هانا آرنت نوشت. خان در دوران تحصیل خود در کالج ویلیامز، سردبیر روزنامه دانشجویی بود.
پس از فارغ‌التحصیلی، او به کار در بنیاد آمریکای جدید رفت، در آنجا تحقیقات ضد انحصار انجام داد و برای برنامه بازارهای باز نگارش کرد. او در سال ۲۰۱۷ جوریس داکتر را از دانشکده حقوق ییل دریافت کرد در آنجا وی به عنوان دبیر ژورنال مقررات ییل فعالیت می‌کرد.